# Plynnon
Plynnon is een geslacht van spinnen uit de familie Phrurolithidae.

## Soorten
- Plynnon jaegeri Deeleman-Reinhold, 2001
- Plynnon longitarse Deeleman-Reinhold, 2001
- Plynnon zborowskii Deeleman-Reinhold, 2001